# إقليم باكاو
إقليم باكاو يقع في شمال شرق رومانيا والتابع لمنطقة مولدوفا. وعاصمته مدينة باكاو.

## السكان
حسب إحصائيات عام 2002، بلغ عد سكان إقليم باكاو 706,623 وبلغت الكثافة السكانية 113 نسمة/كم مربع.
توجد أعراق عديدة في تعيش في الإقليم كالتالي:
- رومانيون – 97.5%.
- مجريون 0,7%.
- غجريون – 1.7%.

حسب إحصائيات 2002 بلغ عدد المجريون (Csángó) ما يقارب 5,100 نسمة 0,7 من سكان الإقليم. كان تعدادهم في السابق ما يقارب 70,000 نسمة.
| السنة | عدد السكان |
| ----- | ---------- |
| 1948  | 414,996    |
| 1956  | 507,937    |
| 1966  | 598,321    |
| 1977  | 667,791    |
| 1992  | 737,512    |
| 2002  | 706,623    |

## الجغرافيا
تبلغ مساحة الإقليم الكاملة 6,621 كم مربع.
تقع جبال الكربات غربًا من الإقليم أما في الشمال الشرقي يوجد إقليم ياش.

### الجوار
- إقليم فاسلوي نحو الشرق.
- إقليم هاريغتا إقليم كوفاسنا نحو الغرب.
- إقليم نيامتس شماًلا.
- إقليم فرانتشيا جنوبًا.

## التقسيمات الإدارية

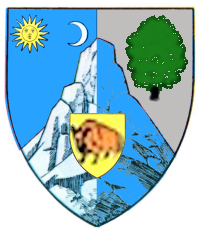

يوجد في الإقليم 3 مجالس بلدية وخمسة بلدات و85 قرية.

## أعلام
- قنسطنطين قنسطنطينيسكو-كلابس